# Bartolomeo della Capra
Bartolomeo della Capra (Cremona, 1365 circa – Basilea, 1º ottobre 1433) è stato un arcivescovo cattolico italiano.

## Biografia

### Origini
Appartenente ad una facoltosa famiglia patrizia milanese che già vantava tra i propri membri alcuni prelati di rilievo della Chiesa milanese. Prima di entrare al servizio della Curia di Roma, Bartolomeo della Capra (figlio di Francesco della Capra) era impiegato della Cancelleria di Francesco I Gonzaga (1388). Il giovane si diede poi alla carriera ecclesiastica, iniziandola però in circostanze quanto mai travagliate. Infatti, dal 1378, era iniziato il Grande scisma d'Occidente, spaccando la cristianità tra gli stati di obbedienza avignonese e quelli di obbedienza romana.

### Al servizio dei Papi "romani" (1404-1409)
Bartolomeo della Capra riuscì a barcamenarsi tra gli intrighi che intercorrevano tra le due curie, intraprendendo la carriera ecclesiastica al servizio del papato "romano" prima sotto Bonifacio IX, poi sotto il successore Innocenzo VII del quale fu segretario particolare (il prelato milanese viene ricordato per la prima volta in questo ruolo il 27 ottobre 1404). Fu successivamente nominato vescovo di Cremona (17 luglio 1405) dallo stesso Innocenzo, ma rimase a Roma come segretario anche di Gregorio XII, finché questi non verrà poi abbandonato dalla maggior parte dei suoi sostenitori dopo i falliti incontri diplomatici con l'antipapa avignonese Benedetto XIII nel 1408. Tra i prelati delusi da Gregorio XII, ci fu lo stesso Capra, il quale partecipò (seppur non iscrivendosi ufficialmente) al Concilio di Pisa, servendo sotto Alessandro V e poi Giovanni XXIII, i due papi "pisani".

### Ambiguità (1409-1411)
Bartolomeo della Capra, però, non rimase a lungo seguace della nuova fazione ecclesiastica. Nel 1411, infatti, ritroviamo il Capra come ambasciatore di Gregorio XII a Gaeta, da dove si sarebbe dovuto poi recare come paciere nei territori dello Stato Pontificio e, nel contempo, a perorare la causa del pontefice romano. Nello stesso anno, però, il nostro prelato andò a Milano ove strinse rapporti con alcuni importanti personaggi politici, quali Facino Cane, reggente de facto del Ducato sotto il governo di Giovanni Maria Visconti. Nonostante il Della Capra fosse una delle più importanti personalità dello Stato, questi non riuscì ad imporsi quale unico arcivescovo. Quando fu eletto (23 febbraio 1411), infatti, a Milano vi erano altri due arcivescovi, esponenti del partito romano e pisano: Giovanni II Visconti (nominato a suo tempo da Gregorio come arcivescovo, ma in continuo litigio con Facino Cane); Francesco Crippa, nominato da Alessandro V e nemico giurato di Giovanni Visconti.

### Arcivescovo di Milano

#### I primi difficili anni (1411-1417)
Il 7 febbraio 1414, dopo la morte di Francesco Crippa, Bartolomeo della Capra venne confermato ufficialmente arcivescovo dall'antipapa Giovanni XXIII (questi temeva che il Capra, per la sua ambiguità, fosse favorevole invece al papa romano, Gregorio XII). Nonostante tutto, Giovanni II Visconti si oppose al suo ingresso in Milano, obbligando il Capra a rimanere fuori Milano. Il problema fu risolto con la deposizione di Giovanni XXIII in occasione del Concilio di Costanza, il quale confermò (nella XIV sessione del 4 luglio 1417) Bartolomeo Capra quale legittimo arcivescovo e depose il rivale Giovanni Visconti. Il suo ruolo al Concilio di Costanza, inoltre, fu assai rilevante. Eletto, insieme al cardinale Giordano Orsini, Commissario Generale del Concilio, il Capra si mise in mostra per le sue abilità politiche e diplomatiche. Confermato poi quale legittimo arcivescovo di Milano, il Capra divenne anche l'ambasciatore ufficiale del duca Filippo Maria Visconti. Ebbe, inoltre, un ruolo rilevante nel processo contro Giovanni XXIII, in quanto rilasciò una propria dichiarazione contro il papa pisano, accusandolo dei seguenti misfatti che vennero annotati negli atti d'accusa:
(Bartolomeo Capra, Acta Consilli Costanciensis, 16 maggio 1415)

#### Missioni diplomatiche e attività pastorale
Il Capra poté quindi, con il decreto conciliare, prendere possesso definitivo della cattedra ambrosiana, divenendo uno dei più importanti consiglieri politici e religiosi di Filippo Maria Visconti e dell'imperatore Sigismondo, viaggiando per tutta Europa. È ovvio immaginare che, preso dalla frenesia della politica internazionale, l'arcivescovo si curò ben poco delle questioni religiose e pastorali della sua arcidiocesi: si affidò soprattutto al suo vicario, l'abate Beteto Trivulzio. Alcune date rilevanti che lo videro partecipe in prima persona di importanti eventi: accolse Martino V, di ritorno da Costanza, a Milano, ove procedette alla consacrazione dell'altare del Duomo (16 ottobre 1418); incoronò Sigismondo come re d'Italia (25 novembre 1431). Infine, si avviò nel medesimo anno a Basilea, dove il nuovo pontefice Eugenio IV aveva indetto un Concilio Ecumenico. Bartolomeo della Capra morì a Basilea il 30 settembre 1433 (il 1º ottobre secondo Girgenshon). Il suo corpo venne sepolto nella cattedrale di Basilea dove ancora oggi si trova, nell'undicesimo sepolcro entrando sulla sinistra. Sul suo sarcofago è riportato un epitaffio di Maffeo Vegio, nel quale si riportano le qualità umane dell'estinto.

## L'umanista

### Il ricercatore
Umanista e ricercatore di testi, a Bartolomeo Capra va il merito, come si evince da una lettera datata 15 luglio 1423 a Leonardo Bruni, di aver riscoperto (sepolti nella biblioteca di un monastero lombardo mai specificato) codici con opere poco note di Frontino (gli Strategemata), Macrobio (i Saturnalia) e Marziale, ma altre completamente ignote, tra cui la Rhetorica e la Dialectica di Agostino d'Ippona e la Periegesis di Dionigi (II secolo d.C.), un poemetto che descriveva il mondo conosciuto, nella traduzione fatta in latino da Prisciano (V secolo). Amico di Leonardo Bruni (che gli dedicò il volgarizzamento del Pro Ctesiphonte di Demostene), Il Capra fu in eccellenti rapporti con Uberto e Pier Candido Decembrio. Aprì le porte al Panormita quale poeta aulico di Filippo Maria Visconti (1429).

## Stemma
| Immagine | Blasonatura |
| -------- | --- |
| \| \|    | Bartolomeo della Capra Arcivescovo di Milano D'oro alla capra rampante di nero. Lo scudo, accollato a una croce astile patriarcale d'oro, posta in palo, è timbrato da un cappello con cordoni e nappe di verde. Le nappe, in numero di venti, sono disposte dieci per parte, in quattro ordini di 1, 2, 3, 4. |
|          | |